# Habsburg–Tescheni Károly István főherceg

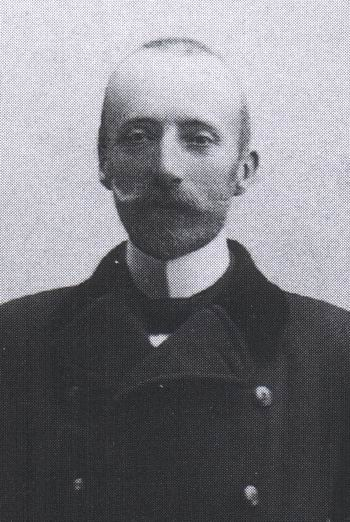
Károly István főherceg (1900 körül).

Habsburg–Tescheni Károly István (ismert még mint Ausztria–Tescheni Károly István főherceg, németül: Erzherzog Karl Stephan von Österreich-Teschen; Groß Seelowitz, 1860. szeptember 5. – Saybusch, 1933. április 7.), a Habsburg–Lotaringiai-ház tescheni ágából származó osztrák főherceg, tescheni herceg, Károly Ferdinánd főherceg és Erzsébet Franciska főhercegnő gyermeke, aki a Császári és Királyi Haditengerészet főfelügyelője 1916-ig. A Magyar Királyi Szent István Lovagrend tagja. 1917-ben rövid ideig Lengyelország kijelölt királya volt a Központi hatalmak kötelékében.

## Élete

### Származása, testvérei
Károly István főherceg a Habsburg–Lotaringiai-ház tescheni ágából származott. Édesapja Károly Ferdinánd főherceg (1818–1874) volt, Károly főhercegnek (1771–1847), Teschen első hercegének és Henrietta Alexandrina nassau–weilburgi hercegnőnek (1797–1829) fia.
Édesanyja Erzsébet Franciska Mária főhercegnő (1831–1903) volt, Habsburg–Estei Ferdinánd Károly Viktor főherceg (1821–1849) özvegye, József nádor leánya.
Károly István főherceg szülei elsőfokú unokatestvérek voltak, hiszen a főherceg apai nagyapja, Károly főherceg (1771–1847), Teschen hercege, az asperni győző és anyai nagyapja, József Antal János főherceg, Magyarország nádora (1776–1847) édestestvérek voltak, (mindketten II. Lipót német-római császár, magyar és cseh király fiai). Károly Ferdinánd és Erzsébet Franciska Mária házasságából hat gyermek született, négyen érték meg a felnőttkort.
- Ferenc József főherceg (*/† 1855).
- Frigyes főherceg (1856–1936), Teschen hercege, császári és királyi tábornagy, 1914–1917-ig az Osztrák–Magyar Monarchia haderejének főparancsnoka, aki Isabella von Croÿ-Dülmen hercegnőt vette feleségül.
- Mária Krisztina Dezideráta főhercegnő (1858–1929), aki XII. Alfonz spanyol királyhoz ment feleségül.
- Károly István főherceg (1860–1933).
- Jenő főherceg (1863–1954) császári és királyi tábornagy, lovagrendi nagymester (Hochmeister), a világháborúban a délnyugati front parancsnoka 1917-ig.
- Mária Eleonóra főhercegnő (*/† 1864).

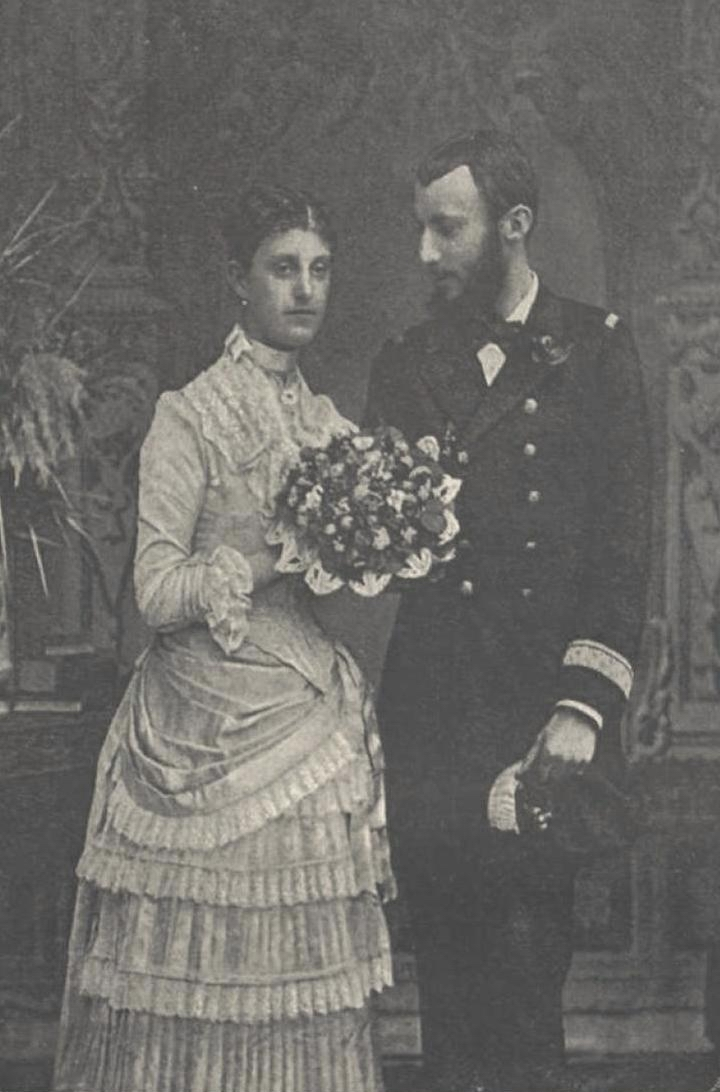
A hercegi pár esküvői képe

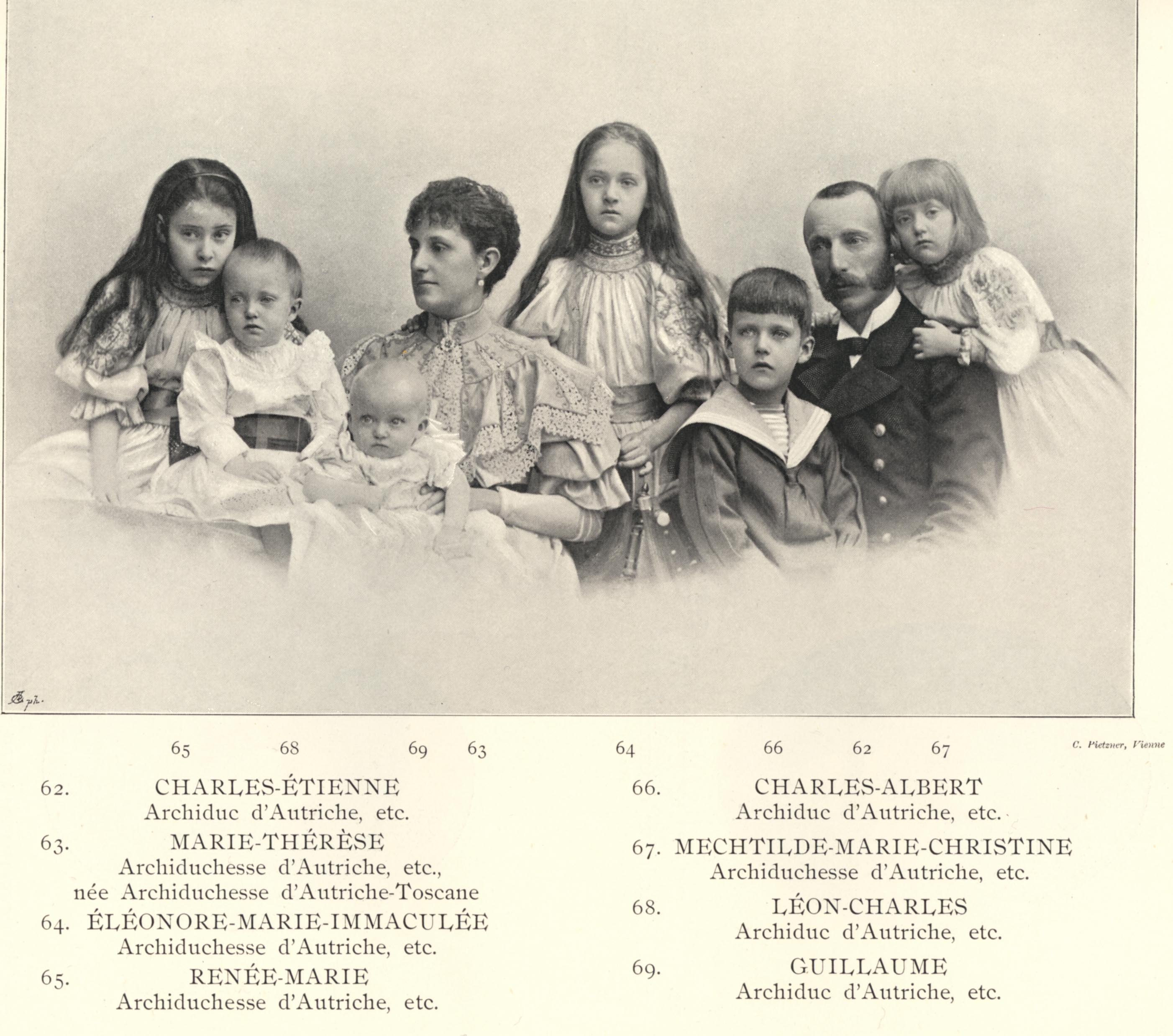
Károly István főherceg feleségével és gyermekeivel 1896-ban

### Házassága, gyermekei
Károly István főherceg 1886. február 28-án Saybuschban feleségül vette Mária Terézia Antonietta főhercegnőt (1862–1933), Károly Szalvátor főherceg (1839–1892) és az olasz Bourbon (Borbone) házból való Mária Immakuláta Klementina nápoly–szicíliai királyi hercegnő (1844–1899) leányát. Három fiuk és három leányuk született, akik később – szakítva a Habsburg hagyományokkal – nem osztrák–magyar–bajor arisztokraták köréből választottak házastársat, sorsukat Lengyelország sorsához kötötték.
- Eleonóra Mária főhercegnő (1886–1974), aki 1913-ban rangon aluli házasságot kötött Alfons von Klöss (1880–1953) császári és királyi korvettkapitánnyal, aki apja, Károly István hajóinak irányításával volt megbízva.
- Renáta Mária Karolina főhercegnő (1888–1935), aki 1909-ben feleségül ment Radziwill Jeromos (Hieronim Radziwiłł) lengyel herceghez (1885–1945). Férje szovjet koncentrációs táborban pusztult el.
- Károly Albert főherceg (1888–1951) császári és királyi tüzérezredes, aki 1919-ben lengyel állampolgár lett, Karol Olbracht Habsburg-Lotaryński néven. 1920-ban feleségül vette a svéd születésű Alice Elisabeth Ankarcronát (1889–1895), Badeni gróf özvegyét.
- Mechthildis Mária Krisztina főhercegnő (1891–1966), aki 1913-ban Olgierd Czartoryski lengyel herceghez (1888–1977) ment feleségül.
- Leó Károly főheceg (1893–1939) császári és királyi százados, aki Lengyelországban Leon Karol Habsburg néven szerepelt. 1922-ben feleségül vette Marie-Clothilde de Thuillières-t, Montjoye-Vaufrey és la Roche grófnőjét (1893–1978).
- Vilmos Ferenc József főherceg (1895–1948), 1918-ban az ukrán függetlenségért harcoló Szics-gárdisták (Січові Стрільці) ezredese. Ukrajnában Vaszil Visivanyij (Василь Вишиваний) néven szerepelt. Szovjet börtönben halt meg.

### A tescheni hercegi örökség
A Galícia és Szilézia határán fekvő saybusch-i földbirtok korábban zárt egységet képezett. A 18. század végére eladások és felosztások révén sok apró birtokrészre szakadt. III. Ágost szász választófejedelem és király fia, Albert Kázmér szász–tescheni herceg 1808–1810 között felvásárolta a terület nagy részét, ezzel Saybusch vidéke a tescheni hercegi birtok része lett. Albert Kázmér hercegnek nem volt gyermeke, ezért örökbe fogadta Károly osztrák főherceget (1771–1847), II. Lipót német-római császár, magyar és cseh király harmadik fiát, a későbbi tábornagyot, az asperni csata győztesét. Albert Kázmér szász-tescheni herceg halála után Ferenc császár elismerte Károly főherceget a hercegi földbirtok örökösének, és Teschen (első) hercegének rangjára emelte. Károly halála (1847) után a tescheni hercegi címet és birtokot fia, Albert (Albrecht) főherceg tábornagy örökölte. A hatalmas saybuschi uradalmat Albert, aki 1867 után az Osztrák–Magyar Monarchia haderejének főparancsnoka lett, erősen fejlesztette, területét vásárlásokkal bővítette. Albert főherceg életében a Habsburg-birtok Biala (ma: Bielsko-Biała) várostól (a régi lengyel-sziléziai határtól) már egészen Auschwitz (ma: Oświęcim) városáig nyúlt.
A gyermektelen Albert főherceg 1874-ben örökbe fogadta elhunyt öccse, Károly Ferdinánd főherceg fiait. Frigyes, Károly István és Jenő főhercegek az idős tábornagy keze alatt tábornoki rangra emelkedtek, és magas parancsnoki beosztásokba kerültek a császári és királyi hadseregben.
1895-ben, amikor Albert főherceg elhunyt, Károly István legidősebb bátyja, Frigyes főherceg örökölte Teschen (harmadik) hercegének címét és a hercegi birtokot. A tescheni hercegséggel Frigyes birtokába került lett a sziléziai Saybusch (ma: Żywiec, Lengyelország), a csehországi Seelowitz (ma: Židlochovice, a morvaországi Friedek (ma: Frýdek-Místek, és a Moson vármegyei Magyaróvár, számos értékes pozsonyi és bécsi ingatlan, köztük Albert főherceg bécsi palotája, az Albertina is, nagy értékű műgyűjteményével. Frigyes lett a Birodalom egyik leggazdagabb embere. Öccseit is részeltette az Albert főhercegtől örökölt vagyonból, a saybusch-i birtoktestet Károly István főherceg kapta meg.

### A saybusch-i Habsburgok
Károly István főherceg családjával a tescheni hercegségben fekvő Saybuschban telepedett le. Ők voltak az első Habsburgok, akik ideköltöztek. Idő múltával maga is, gyermekei is megtanultak lengyelül, később már folyékonyan beszélték a nyelvet. A főherceg súlyt helyezett gyermekei lengyel nevelésére, ehhez több lengyel tanárt is fogadott melléjük. Két leánya, Renáta Mária és Mechthildis Mária Krisztina ősi lengyel családokból származó arisztokratákhoz: Radziwill Jeromos és Czartoryski Olgierd hercegekhez mentek feleségül. Károly István főherceg támogatta a lengyel közoktatást is, a Krakkói Tudományegyetem fővédnökének választotta.
A főherceg már az első világháború kitörése előtt jelentős jószolgálati (karitatív) tevékenységet végzett lakóhelyén. 1897-ben egy 50 000 koronás alapítványt tett az otthonuktól távol tanuló tisztviselőgyermekek támogatására. Özvegyeket és árvákat segítő alapítványt is létesített, még Albert főherceg életében. 1905-ben segélyező alapot hozott létre, amely szerencsétlenségek, otthoni balesetek esetén nyújtott támogatást. Gyámolította a szegénysorsú családok tagjait. A koldusok számára Saybuschban faépületet építtetett, ahol a rászorulók emberi körülmények között szállást és meleg ételt kaphattak. Ezt naponta a főhercegi konyha biztosította. Ezeket az intézményeket Károly István halála (1933) után fia, Károly Albert is fenntartotta.

### Pályafutása
Károly István főherceg ifjúkora óta a hajózás iránt érdeklődött. A fiumei Haditengerészeti Akadémiát külső hallgatóként végezte el, ezután 1879-ben tengerész-hadapródként (Seefähnrich) lépett szolgálatba egy sorhajón. Közben 1878-ban az Aranygyapjas rend lovagjává emelték, mint a Habsburg-uralkodócsalád minden nagykorú tagját. 1881-ben sorhajó-hadnagyi rangot kapott. A ranglétrán gyorsan emelkedve 1893-ban ellentengernaggyá léptették elő, a 8. gyalogezred tulajdonosává (tiszteletbeli parancsnokává) nevezték ki. Megkapta a Szent Hubertus érdemrendet, a dán Elefánt-rendet, az orosz Szent András-rendet, a szász Vörös Korona-rendet és a Máltai Lovagrend Érdemrendjének nagykeresztjét. Kinevezték a császári és királyi hadiflotta főfelügyelőjévé.
1895 augusztusában és szeptemberében, az 1870-es porosz háborús győzelmek 25. évfordulójának ünnepségei keretében Németországban megnyitották Vilmos-csatornát. A flottaparádén Károly István ellentengernagy vezetésével egy osztrák–magyar hajóraj is részt vett, az európai és amerikai hadiflották képviselőivel együtt. A főherceg 1895 őszéig maradt aktív haditengerészeti szolgálatban, ezután a Hadügyminisztérium Tengerészeti Osztályára került. 1912-ben tengernaggyá (Admiral) nevezték ki.
1896. május 2-án I. Ferenc József császár és király ünnepélyesen megnyitotta a magyar ezredéves kiállítást. Kíséretének tagjaiként Károly István főherceg és neje, Mária Terézia Antonietta főhercegnő is megjelentek az eseményen, az uralkodó család számos fiatal tagjával együtt (köztük volt Sfefánia főhercegné, Gizella főhercegnő, Mária Valéria, Mária Annunciáta főhercegnők, Lipót bajor herceg, Ottó, Jenő, Ferenc Szalvátor főhercegek stb.
Károly István főherceg, mint magas rangú tengerésztiszt és lelkes tengerhajózó, számos jachtot építtetett vagy vásárolt, utazásain ezeket gyakran váltogatta. 1896-ban építtette magának Triesztben az Ossero névű hajót, amelyet a Cherso (horvátul Cres) és Lussin (horvátul Lošinj) közötti tengerszorosról és az ott fekvő városról nevezett el. 1899-ben eladta az Osserót a Hadügyminisztériumnak, amely SM Jacht Dalmat néven utazóhajóként hadrendbe állította, egy elavult lapátkerekes veterán hadigőzös, az SMS Andreas Hofer (korábban SMS Prinz Eugen-t) helyébe, amely 1866-ban, Tegetthoff hajórajának tagjaként még részt vett a lissai tengeri csatában. 1914 júniusában a SMS Dalmat fedélzetén szállították a meggyilkolt Habsburg–Lotaringiai Ferenc Ferdinánd osztrák–magyar trónörökös és felesége, Chotek Zsófia grófnő holttestét Metković kikötőjéből a Neretva folyó torkolatáig, ahonnan az SMS Viribus Unitis sorhajó vitte őket Triesztbe.
A Kvarner-öbölben fekvő Lošinj-szigeten (Veli Lošinjban) Károly István megépíttette a Seewarte kastélyt. A kastély parkjában sok, külföldről behozott gyógynövényt ültetett. Más háztulajdonosok is követték példáját, így alakult ki Veli Losinj mai, virágdíszes képe. A kastély ma tüdőszanatórium. A Rovinj melletti Szent Katalin szigetet 1898-ban Károly István főherceg vásárolta meg, de csak keveset tartózkodott itt, és 1905-ben olcsón eladta barátjának, a lengyel Ignacy Milewski grófnak.
1903 elején Károly István főherceg-tengernagy az SMS Wien fedélzetén, egy Afrika körüli hajóút keretében Német Délnyugat-Afrikában (ma: Namíbia) felkereste a Walvisbaai (Walvis Bay) kikötőjét, a brit és a német gyarmatbirodalmak ütközőpontjában. Ünnepség keretében találkozott a harcok német veteránjaival. Útját Durban, Dar es-Salaam, Áden, Szuez, Dubrovnik, Póla útvonalon folytatta. Hasonló utat tett Japánba, meglátogatta a távol-keleti orosz kikötőket, így Port Arthurt is (ma: Lüshunkou, Kína).
1914. január 18-án Fiumében az uralkodó család jelenlétében ünnepélyesen vízre bocsátották a Szent István csatahajót, amelynek keresztanyja Mária Terézia főhercegnő, Károly István főherceg-tengernagy felesége volt.
1917. február 8-án a SMS Viribus Unitis csatahajó fedélzetén tüdőgyulladásban meghalt Anton Haus vezértengernagy (nagyadmirális), aki 1913 óta a Császári és Királyi Haditengerészet főparancsnoka volt. A fedélzeten felállított ravatalnál Károly császár és király is tisztelgett, Károly István főherceg-tengernagy kíséretében.
1918 elején leverték a cattarói matrózlázadást. A hadbíróság négy lázadó tengerészt ítélt halálra, több száz ember ellen indult hadbírósági eljárás. A Hadügyminisztérium Károly István főherceget, mint a hadiflotta főfelügyelőjét küldte ki, hogy a lázadás kiváltó okait a helyszínen vizsgálja ki, és tegyen javaslatot a szükséges változtatásokra. A főherceg 1918. február 10-én (a kivégzések előestéjén) érkezett különvonattal Zelenikába (ma: Montenegró). Kihallgatásra magához rendelte Alexander Hansa ellentengernagyot, Anton Casa, Erich Heyssler és Alfons Wilfan sorhajókapitányokat, Leopold Huber Edler von Scheibenhain fregattkapitányt, Johann von und zu Lichtenstein herceg fregattkapitányt, Alexander von Gröller lovag korvettkapitányt, Rudolf Gylek, Georg Wellisch és Oswald von Heinrich sorhajóhadnagyokat. A kihallgatások végeztével a főherceg visszatért Bécsbe. Másnap, február 11-én hajnalban a lázadás halálraítélt vezetőit kivégeztek. A lázadást kiváltó ellátási hiányosságokért, Károly István jelentése nyomán, Njegovan nagyadmirálist (1858–1930), a pólai flotta parancsnokát, a Hadügyminisztérium Haditengerészeti Osztályának vezetőjét tették felelőssé. Leváltották, helyét a Hadiflotta élén az ellentengernaggyá előléptetett Horthy Miklós vette át, aki a háború végéig maradt tisztségében, végül 1918. október 31-én a császári és királyi Hadiflotta egységeit átadta az újonnan alakult SHS államnak (Szerb–Horvát–Szlovén Királyságnak).

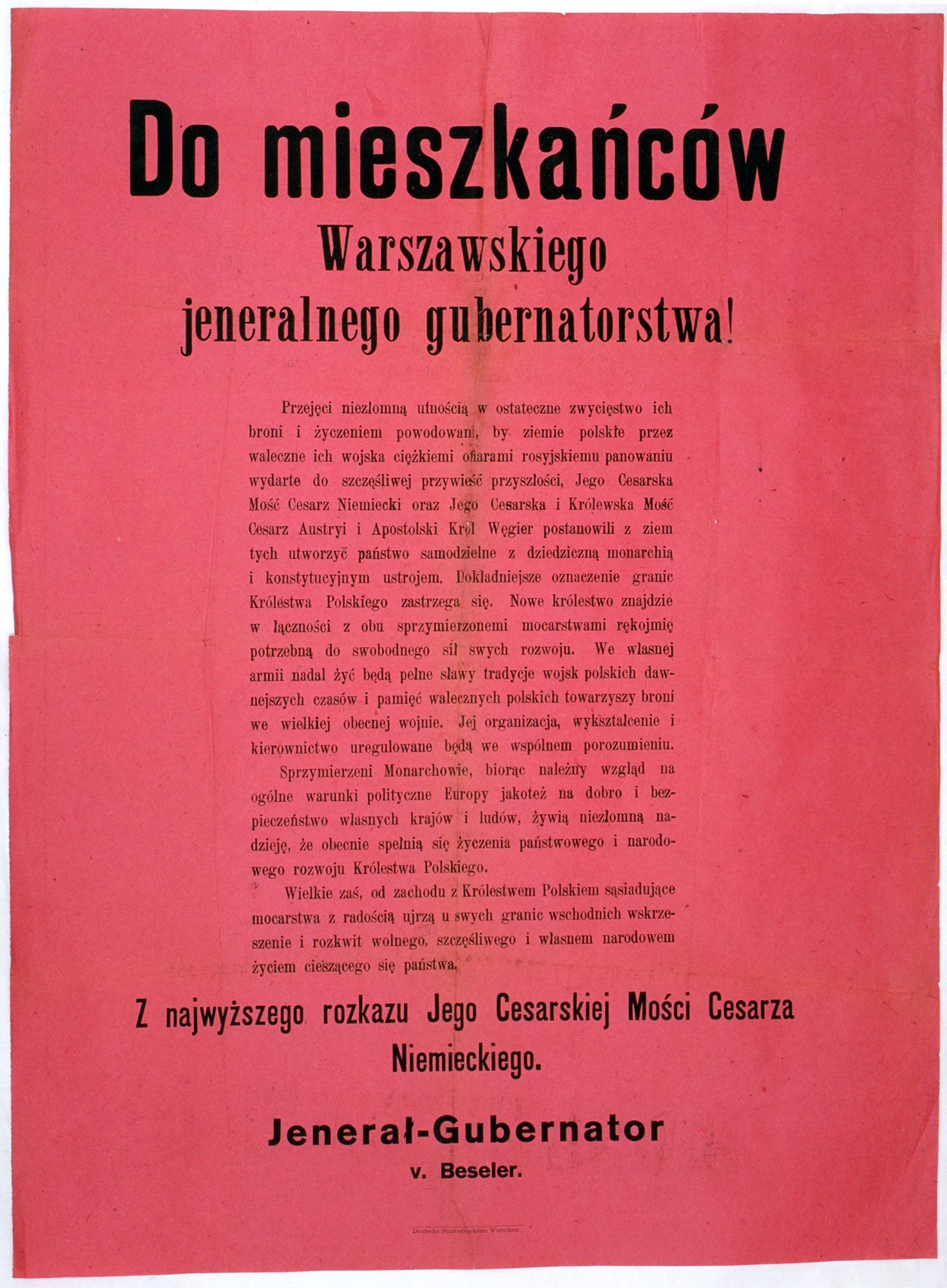
Az 1916. november 5-i Kiáltvány

### A Lengyel Királyság álma
Az első világháború utolsó éveiben, már 1916-tól a központi hatalmak között komolyan felmerült az Oroszországtól elszakítandó, helyreállított Lengyel Királyság kérdése. A két császár 1916. november 5-i kiáltványában gyakorlatilag egy bábállam kikiáltását jelentették be, amely elsősorban a katonák sorozását akarta lehetővé tenni az oroszok elleni harchoz. A lengyel monarchisták oroszellenes része Károly István főherceget Lengyelország régensének akarta megtenni, mint lengyel területen élő, hatalmas birtokokkal rendelkező, a galíciai lengyel értelmiség körében népszerű arisztokratát, akit a Lengyel Királyság helyreállításának híveként ismertek. Az államjogi aktust a Varsói Főkormányzóság Államtanácsa hajtotta volna végre. Támogatta a tervet Lerchenfeld gróf, bajor államtanácsos, Németország főbiztosa, és a Zychlinski, a körzet főtanácsosa. Ez valószínűleg a lengyel trón elnyerése felé tett első lépés lett volna. Károly István főherceg, császári és királyi admirális, a Császári és Királyi Haditengerészet főfelügyelője már 1916. augusztus 15-én jelezte érdeklődését. Leányai ősi lengyel arisztokrata családokba házasodtak be, ez csak növelte esélyeit. Sokan találgatták, hogy a főherceget jelöli-e a lengyel trónra az Államtanács és a két császár (az osztrák és a német), és a varsói székesegyházban fogják-e megkoronázni. De a helyzet nem így állt. A központi hatalmak által a független Lengyel Királyság kikiáltásáról kiadott homályos tartalmú kiáltványnak nem volt hatása se a lengyelekre, se a központi hatalmak népeire. Az antant sem fogadta el.
A terv legnagyobb ellenzője – paradox módon – nem a német, hanem az osztrák császári ház volt. Károly császár és király az Osztrák–Magyar Monarchiához társult státusú Lengyelországot tervezett, amelyben az osztrák császár személyében egyesíti Magyarország, Csehország és Lengyelország koronáját is. (Amikor végül 1918-ban II. Vilmos császár egyoldalúan előterjesztette a Károly István koronája alatt létrehozandó önálló Lengyel Királyság tervét, a főherceg elutasította a lengyel koronát, mert látta, hogy a világtörténelmi esély már elmúlt, az események túlhaladták). A háború végén, a német hadsereg kivonulásával és Józef Piłsudski marsall fellépésével a monarchisztikus kezdeményezés értelmét veszítette, ugyanúgy, ahogy Horthy ellentengernagy is illuzórikussá tette a Habsburg–Lotaringiai-házból való Károly király visszatérését a Magyar Királyság trónjára.

### A Lengyel Köztársaság polgára
Oroszország katonai veresége nyomán, 1918 márciusában megkötötték a breszt-litovszki békeszerződést, létrejött a független Lengyelország. Károly István főherceg birtokára vonult vissza. Új hazája a Lengyel Köztársaság lett. 1918 novemberében mindkét fia, Károly Albert és Leó Károly Krakkóban önkéntesnek jelentkeztek a lengyel hadseregbe.
A saybuschi Habsburg-uradalom 1918-ban érte el legnagyobb kiterjedését (53 263 hektár föld, ebből 48 446 hektár erdő. A lengyel Mezőgazdasági és Vagyonkezelési Minisztérium 1919. február 28-án állami kezelésbe vette a Habsburg-vagyont. Károly István pert indított birtokai visszaszerzésére. Kérelmezte a lengyel állampolgárságot, maga és családtagjai számára, amit 1920-ban valamennyien meg is kaptak. Hosszú jogvita után a lengyel állam elismerte, hogy a volt uralkodóház tagjainak magánvagyonát az állam nem kobozhatja el. 1925-ben feloldották a birtok zárolását.
1925-ben a főherceg átadta a rajczai Lubomirski Palotát a gümőkórban szenvedő katonák szanatóriumának céljára. A legnagyobb adományt, 10 500 hektár termőföldet, erdőket, halastavakat és a zawojai üdülőterületet is a Krakkói Tudományegyetem kapta.
Károly István főherceg, volt császári és királyi admirális a lengyelországi Żywiec-ben hunyt el 1933. április 7-én, 73 éves korában. Felesége, Mária Terézia néhány héttel később, május 10-én követte, 70 évesen. A főhercegi pár halála után gyermekeik felosztották a saybuschi uradalmat. Károly Albert főherceg 28 009 hektárt, Leó Károly főherceg 11 349 hektárt, Renáta főhercegnő (Radziwiłł hercegné) 3 264 hektárt kapott.

### Utódainak későbbi sorsa
Legidősebb fia, Károly Albert Miklós főherceg 1918-ig tüzértisztként szolgált az osztrák-magyar hadseregben. A lengyel függetlenség kikiáltása után megkapta a lengyel állampolgárságot, Karol Olbracht Habsburg-Lotaryński néven jelentkezett a lengyel hadseregbe, és ezredesként harcolt 1919-ben az ukránok, majd 1921-ig a bolsevikok ellen. 1939-ben, Lengyelország német megszállásakor a Gestapo letartóztatta. Mivel lengyelnek vallotta magát bebörtönözték. Felesége részt vett a fegyveres ellenállásban. A háború végén Türingiába menekültek, 1947 májusában tértek haza Lengyelországba, de a kommunista vezetés államosította birtokaikat. A házaspár Svédországba távozott, ott éltek halálukig.
Károly István legkisebb fia, Vilmos Ferenc József főherceg volt az egyetlen, aki szembefordult a családja által segített lengyel üggyel. 1918-ban Vaszil Visivanyij (Василь Вишиваний) néven az Ukrajna függetlenségért harcoló Szics-gárdisták (Szicsovi Sztrilci, Січові Стрільці) ezredese lett. Harcolt az önálló Ukrajna bekebelezésére törő lengyel hatalom és az ukrán bolsevikok ellen is. A szovjet Vörös Hadsereg ukrajnai győzelmei után Bécsbe emigrált, a második világháború végén innen rabolták el szovjet titkosrendőrség ügynökei. A szovjethatalom elleni fegyveres felkelésben való részvételért ítélték el, 1948-ban halt meg a kijevi börtönben.

## Emléke
- A Károly István főherceg nevét viselő brünni 8. gyalogezred indulóját („Karl Stephan Marsch”) Karl Wetaschek (1859–1936) osztrák zeneszerző írta.[4]

## Lásd még
- A Lengyel Királyság (1916–1918): w:en:Kingdom of Poland (1916–1918), w:de:Regentschaftskönigreich Polen.

## További irodalom
- Hans Hugo Sokol: Österreich-Ungarns Seekrieg 1914-1918 (Ausztria–Magyarország tengeri háborúja), Bécs, 1930
- Csonkaréti Károly: Az Osztrák–Magyar Monarchia haditengerészete 1867–1918, Kossuth, Budapest, 2001
- F. Rathner: Die bewaffnete Macht Österreich-Ungarns 1618–1918 in ihren Märschen (Ausztria–Magyarország haderejének indulói, 1618–1918), Bécs, 1983
- Bogumiła Hyla: Die Habsburger in Saybusch (Żywiec), in: Polonika Nr.92 a Jagelló Egyetem Tudományos Füzetei, Nr. 121, Krakkó.
- Jörg C. Steiner. Schematismus der Generäle und Obersten der k.u.k. Armee, Stand 31.12.1918 (A császári és királyi hadsereg tábornokainak és ezredeseinek névjegyzéke, 1918. dec. 12-ei állapot (német nyelven). Wien: Edition S & M (1992). ISBN 3-901215-01-8